# Molitva za hetmana Mazepu
Molitva za hetmana Mazepu (ukrainska: Молитва за гетьмана Мазепу, "bön för hetman Mazepa") är en ukrainsk historisk dramafilm från 2002 i regi av Jurij Illjenko och med Bohdan Stupka i huvudrollen. Den handlar om Ivan Mazepa som stred för zaporizjakosackernas självständighet från Ryssland, i allians med Sverige och Karl XII.
Filmen var en ukrainsk storsatsning med stöd från dåvarande premiärminister Viktor Jusjtjenko. Dess budget var den största för en ukrainsk film sedan självständigheten från Sovjetunionen. Filmen blev ett kritiskt och kommersiellt misslyckande, vilket Illjenko förklarade med att den hade släppts i ofärdigt skick. Efter att ha visats utom tävlan vid filmfestivalen i Berlin 2002 var filmen otillgänglig fram till 2009, då Illjenko fick kontroll över upphovsrätten och färdigställde en ny, något kortare version. Det var Illjenkos sista film.

## Medverkande
- Bohdan Stupka som Ivan Mazepa
- Ljudmila Efimenko som Ljubov Kotjubej
- Nikita Dzjigurda som kung Karl XII
- Vjatjeslav Dobzjenko som tsar Peter I
- Viktor Demertasj som general Kotjubej
- Katja Lisovenko som Motrja Kotjubej
- Sergij Romanjuk som Fedir Leleka
- Pylyp Illjenko som den unge Mazepa
- Sergij Martjenko som den gamle Mazepa